# Kriss Sheridan
Kriss Sheridan, född 15 april 1989 i Bielsko-Biała, är en amerikansk-polsk popsångare, låtskrivare och skådespelare.

## Diskografi

### Singlar
- Happy (2017)[3]
- I Don't Wanna Say Goodbye (2018)[4]
- Tomorrow (2018)[5]

### Musikvideor
- Happy (2017)[6]
- I Don't Wanna Say Goodbye (2018)[7]
- Tomorrow (2018)[8]

### Filmografi
- Zettl (2012)[9]